# Джон Батлер, 17-й граф Ормонд
Джон Батлер (англ. John Butler, 17th Earl of Ormonde, 10th Earl of Ossory; 10 декабря 1740 — 25 декабря 1795) — ирландский дворянин, пэр и политик, 17-й граф Ормонд, 10-й граф Оссори и 9-й виконт Тёрлс (1783—1795).

## Биография
Родился 10 декабря 1740 года. Единственный сын Уолтера Батлера, 16-го графа Ормонда (1703—1783), и Эллен (Элеоноре) Моррис (1703—1793), старшей дочери Николаса Морриса (1676—1742).
Джон Батлер дважды заседал в Ирландской палате общин от Гаурана (1776—1783) и города Килкенни (1783—1792). В 1791 году его на звание пэра было признано в Ирландской палате лордов.
2 июня 1783 года после смерти своего отца Джон Батлер унаследовал титулы 17-го графа Ормонда, 10-го графа Оссори и 9-го виконта Терлса в системе Пэрства Ирландии.
25 декабря 1795 года Джон Батлер, 17-й граф Ормонд, скончался в возрасте 55 лет. Он был похоронен в Соборе Святого Каниса в Килкенни (графство Килкенни). Ему наследовал его старший сын, Уолтер Батлер, 18-й граф Ормонд.

## Происхождение
- Ричард Батлер из Килкэша[англ.] (1615—1701), младший сын Томаса Батлера, виконта Терлса (ум. 1619), брата Джеймса Батлера, 1-го герцога Ормонда
  - Уолтер Батлер из Гарририкена (ум. 1700), старший сын Ричарда Батлера и правнук 11-го графа Ормонда
    - Полковник Томас Батлер из Гарририкена[англ.] (ум. 1738), старший сын предыдущего
      - Джон Батлер, 15-й граф Ормонд (ум. 1766), третий сын предыдущего

    - Джон Батлер из Гарририкена, второй сын Уолтера и младший брат полковника Томаса Батлера, внучатый племянник 1-го герцога
      - Уолтер Батлер, 16-й граф Ормонд (1703—1783), сын Джона Батлера, потомок 11-го графа Ормонда и двоюродный брат 15-го графа Ормонда
        - Джон Батлер, 17-й граф Ормонд, сын предыдущего и Эллен Моррис.

## Брак и дети
14 февраля 1769 года Джон Батлер женился на Фрэнсис Сьюзан Элизабет Уондесфорд (также известной как Энн) (ум. 3 апреля 1830) , дочери и наследнице Джона Уондесфорда, 1-го графа Уондесфорда и 5-го виконта Каслкомера (1725—1784), и Агнес Элизабет Саутуэлл (1730—1781). У них было пять детей:
- Уолтер Батлер, 1-й маркиз Ормонд (5 февраля 1770 — 10 августа 1820), женат на Энн Мэри Кэтрин Кларк, дочери Джозефа Харта Прайса-Кларка. Получил титул 1-го маркиза Ормонда (Пэрство Ирландии)
- Джеймс Батлер, 1-й маркиз Ормонд (15 июля 1777 — 18 мая 1838), женат на Грейс Луизе Стейплс, дочери достопочтенного сэра Эдварда Стейплса. Получил титул 1-го маркиза Ормонда (Пэрство Соединённого королевства)
- Достопочтенный Чарльз Харвард Батлер (9 ноября 1780 — 7 ноября 1860), 1-я жена с 1812 года леди Сара Батлер (ум. 1838), дочь Генри Томаса Батлера, 2-го графа Каррика, 2-я жена с 1842 года Люси Френч (ок. 1800—1884), дочери Артура Френча, барона де Фрейна[англ.]
- Леди Элеонора Батлер (ум. октябрь 1859), жена с 1808 года Корнелиуса О’Каллаган, 1-го виконта Лисмора (1775—1857). В 1826 году они развелись
- Леди Элизабет Батлер (ум. 14 декабря 1822), жена с 1799 года Томаса Кавана МакМурроу (1767—1837).